# نجمة إبراهيم
نجمة إبراهيم (25 فبراير 1914 - 4 يونيو 1976)، ممثلة مصرية.

## عن حياتها
اشتهرت ببراعتها في أداء أدوار الشر في العصر الكلاسيكي للسينما المصرية.
ولدت نجمة إبراهيم أو بوليني أوديون اسمها الحقيقي لأسرة يهودية مصرية بالقاهرة. درست في مدرسة الليسيه في القاهرة إلا أنها لم تكمل دراستها مفضلة المجال الفني. عرف عنها تأييدها لثورة يوليو 1952. توفيت في 4 يونيو العام 1976 ودفنت في القاهرة.
بدأت نجمه إبراهيم حياتها الفنية في ثلاثينيات القرن الماضي، من خلال التنقل بين الفرق المسرحية المختلفة مثل نجيب الريحاني وبديعة مصابني وبشارة واكيم وغيرهم.
وعملت كمطربة في فرقة فاطمة رشدي، وبدأت حياتها السينمائية من خلال فيلم الورشة عام 1940، سبقه الغناء في فيلم «تيتاوونج» عام 1937.
انطلقت بعدها لتقديم العديد من الأفلام أشهرها «ريا وسكينة» و«جعلوني مجرمًا» و«لن أبكي أبدًا» و«الليالي الدافئة» و«إسماعيل يس يقابل ريا وسكينة». كما قدمت عدة مسلسلات ومسرحيات على مدار تاريخها بجانب السينما، وكانت آخرها أعمالها مسرحية غادة الكاميليا.
تزوجت مرتين؛ الأولى من الملقن عبد الحميد حمدي لمدة 9 سنوات، وتزوجت أيضًا الممثل والملحن عباس يونس، وأعلنت تحولها من اليهودية إلى الإسلام عام 1932.
منحها الرئيس الراحل محمد أنور السادات وسام الاستحقاق بالإضافة إلى معاش استثنائي تقديرًا لعطائها الفني ووطنيتها النادرة، إذ كان من المعروف عنها تأييدها ثورة يوليو 1952.
لديها 3 أفلام بقائمة أفضل 100 فيلم في تاريخ السينما المصرية، وهي «ريا وسكينة، جعلوني مجرمًا، صراع الأبطال».
على عكس الأدوار التي قدمتها على شاشة السينما، والتي تُرعب الكثير، فإنها كانت شخصية طيبة تخاف من أقل الأشياء، حتى أنها صرحت بكونها تخاف من دور ريا. قالت في حوار مجلة الكواكب إنها تعتقد أن السبب الوحيد الذي يجعلها بهذه البراعة في الأدوار الشريرة هو تخيلها إن هذا الشر واقع عليها، فتكون العملية عملية دفاع عن النفس، وتابعت: «أنا أرتعد خوفًا من (ريا) الحقيقية فأحول جرمها إلى الضحايا، هذا هو السر، وهكذا أحس حين أتقمص شخصياتي التي تثير الرعب والفزع».
مثلت نجمة إبراهيم في ما لايقل عن 40 فيلما، من أوائل أدوارها دور في فيلم غادة الكاميليا، ومن أدوارها الهامة دورها في فيلم أنا الماضي العام 1951 بالاشتراك مع زكي رستم وفاتن حمامة، ولعبت فيه دور شقيقة حامد «زكي رستم» الذي يسعى للانتقام من زوجين ظلماه وتسببا في دخوله السجن وعند خروجه يكتشف وفاتهما فيقرر الانتقام منهما عبر إبنتهما وتساعده في الأمر أخته «نجمة إبراهيم» في هذه الحالة.
ولعل من أشهر أدورها دور «ريا» في فيلم ريا وسكينة عام 1953، الذي يروي قصة سفاحتي الإسكندرية ريا وسكينة في العشرية الثانية من القرن العشرين. وقد نال الفيلم شهرة عريضة للدرجة التي بات الناس ينادون نجمة إبراهيم باسم دورها في الفيلم «ريا».ويذهب البعض الي ان نجمه إبراهيم اعتنقت الإسلام قبل وفاتها وحولت منزلها الي دار لتحفيظ القران الكريم.

## من أفلامها
- الزواج 1933
- الورشة 1941
- عايدة 1942
- رابحة 1943
- من الجاني 1944
- عنتر وعبلة 1945
- ملاك الرحمة 1946
- عودة القافلة 1946
- الخطيئة 1946
- أسير الظلام 1947
- اليتيمتين 1948
- مغامرات عنتر وعبلة 1948
- كرسي الاعتراف 1949
- سر الأميرة 1949
- أنا الماضي 1952
- لحن حبي 1953
- ريا وسكينة 1953
- حب في الظلام 1953
- أربع بنات وضابط 1954
- جعلوني مجرما 1955
- رنة الخلخال 1955
- الجريمة والعقاب 1957 (المقتبس عن رواية الجريمة والعقاب لفيودور دوستويفسكي)
- لن أبكي أبدا 1957
- المرأة المجهولة 1959
- صراع الأبطال 1962

## روابط خارجية
- نجمة إبراهيم على موقع IMDb (الإنجليزية)
- نجمة إبراهيم على موقع الدهليز
- نجمة إبراهيم على موقع قاعدة بيانات الأفلام العربية
- نجمة إبراهيم على موقع قاعدة بيانات الفيلم (الإنجليزية)